# アイ・シー・ユア・スマイル
「アイ・シー・ユア・スマイル」 (I See Your Smile)は、グロリア・エステファンの楽曲。ベスト・アルバム『GREATEST HITS』に収録された新曲4曲の内の一曲で、アルバムから全世界では3枚目、北米では2枚目のシングルとしてリリースされた。
ミュージック・ビデオにはウェイター役でアンディ・ガルシアが出演している。
アメリカの総合チャートBillboard Hot 100では最高位48位ながら17週もの間チャートインし続けた。

## 収録曲
UK盤 マキシ・シングル
1. I See Your Smile - 4:33
2. Nayib's Song (I'm Here For You) - 4:39
3. Si Voy A Perderte (Don't Wanna Lose You) - 4:06